# この愛のために/VISION
『この愛のために/VISION』（このあいのために/ビジョン）は、CHAGE&ASKA（現：CHAGE and ASKA）の39作目のシングル。「この愛のために」「VISION」との両A面シングル。東芝EMIから1999年3月10日に発売された。

## 解説
デビュー20周年を迎えるCHAGE&ASKAが3年ぶりに再始動となり、「YAH YAH YAH/夢の番人」以来の両A面シングル。CHAGE&ASKAとして東芝EMI移籍後初となるシングルになった。
Music Videoが制作されており、2003年に発売されたPV集『MUSIC ON FILMS』に収録されている。
アルバム『NO DOUBT』では、「この愛のために」は前半部分のアレンジとミックスが変わったバージョンで、「VISION」はミックスが変わったバージョンで収録されている。
1999年3月7日に放送された毎日放送制作・TBS系ドキュメンタリー番組『情熱大陸』や、同年4月3日にWOWOWで放送された『CHAGE&ASKA 再始動! スペシャルドキュメント 〜IS BACK〜』に出演した際は、本作のレコーディング風景が放送された。

## 収録曲
| #         | タイトル           | 作詞      | 作曲      | 編曲      | 時間  |
| --------- | ------------------ | --------- | --------- | --------- | ----- |
| 1.        | 「この愛のために」 | 飛鳥涼    | 飛鳥涼    | 十川知司  | 5:39  |
| 2.        | 「VISION」         | CHAGE     | CHAGE     | 西川進    | 5:00  |
| 合計時間: | 合計時間:          | 合計時間: | 合計時間: | 合計時間: | 10:39 |

## 楽曲解説
1. この愛のために
CHAGEとASKA出演のNEC 企業CMソング。
同CMにはPVの一部が使われている。
PVは、タイアップのCMとともに横浜ビジネスパーク内にある「ベリーニの丘」を中心に撮影された[2]。
最初タイトルは「nobody but you」であったが変更された[3][4]。
CHAGE and ASKAの曲の歌詞としては珍しい一人称が「俺」、二人称が「お前」の曲である。
2. VISION
NHK BS放送10周年イメージソング。
PVは、東京・丸の内などで撮影された。
サビの部分をユニゾンで歌っているが、これについてレコーディング時にCHAGEが「チャゲアスはコーラスって言われるけど、ユニゾンが気持ちいいんだよ。」と言っている[3]。
アルバム『NO DOUBT』収録時には、タイトル表記がすべて小文字の「vision」となっている。

## 収録アルバム
- NO DOUBT (#1,#2)※両方ともアルバム・ヴァージョン
- CHAGE and ASKA VERY BEST NOTHING BUT C&A (#1)